# Quo vadis? (película de 1951)
Quo Vadis (expresión latina bíblica para «¿A dónde vas?») es una película estadounidense de 1951 del género histórico, basada en la novela homónima de Henryk Sienkiewicz. Dirigida por Mervyn LeRoy, estuvo protagonizada por Robert Taylor, Deborah Kerr, Leo Genn y Peter Ustinov. La banda sonora estuvo a cargo de Miklós Rózsa y la fotografía de Robert Surtees y William V. Skall. El título hace referencia a un incidente en los Hechos apócrifos de Pedro.
Anthony Mann trabajó en la película durante cuatro semanas como director de la segunda unidad sin acreditar. Sergio Leone fue un asistente de dirección no acreditado de extras italianos. Las futuras estrellas italianas Sophia Loren y Bud Spencer aparecieron como extras no acreditados y también Elizabeth Taylor. Fue candidata a ocho premios Óscar, pero no obtuvo ninguno. Peter Ustinov fue candidato al Óscar por su interpretación de Nerón y ganó en los Globo de Oro, y fue un éxito de taquilla tan grande que se le atribuyó el haber rescatado sin ayuda a MGM del borde de la bancarrota. El éxito financiero de esta película permitió la producción de otros largometrajes clásicos de género épico ambientados en la antigua Roma, incluyendo: Ben-Hur (1959), Espartaco (1960), Cleopatra (1963) y La caída del Imperio romano (1964).
La historia, ambientada en la antigua Roma durante los últimos años del reinado del emperador Nerón, 64-68 d. C., combina eventos y personajes tanto históricos como ficticios y comprime los eventos clave de ese período en el espacio de solo unas pocas semanas. Su tema principal es el conflicto del Imperio romano con el cristianismo y la persecución de los cristianos en los últimos años de la dinastía Julio-Claudia. A diferencia de su ilustre y poderoso predecesor, el emperador Claudio, Nerón demostró ser corrupto y destructivo, y sus acciones amenazaron finalmente con destruir el orden social previamente pacífico de Roma.

## Referencia histórica
El título, en latín, significa '¿A dónde vas?', y hace referencia a un encuentro entre san Pedro y Jesús en la vía Apia referido en los Hechos de Pedro. Según este libro extracanónico, cuando el apóstol estaba escapando de la persecución a que eran sometidos los cristianos de Roma por el emperador Nerón, tuvo una visión de Cristo. Pedro le preguntó: «Quo vadis, Domine?» (¿A dónde vas, Señor?), a lo que Jesús contestó: «A Roma, la ciudad que tú abandonas, para hacerme crucificar de nuevo». Pedro interpretó que esto quería significar que Jesús se dirigía de regreso a Roma para ser crucificado nuevamente. En realidad, Jesús habla a través de Nazario, un niño de unos doce años, acompañante de Pedro, quien cae de rodillas al ver un extraño resplandor entre los árboles. Pedro, guiado por su propia fe, regresó a Roma, donde sería martirizado. Considerándose indigno de ser crucificado como su Señor, pidió a sus verdugos, y le fue concedido, ser crucificado cabeza abajo, al pie de la Colina Vaticana, en el sitio donde se yergue hoy la Basílica de San Pedro, de Roma.

## Sinopsis

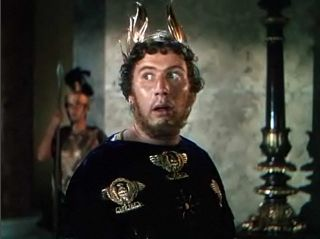
Peter Ustinov como Nerón

La película se desarrolla en el año 64 de nuestra era, durante el reinado de Nerón, y gira en torno al amor entre el general romano Marco Vinicio y Ligia, convertida al cristianismo, religión que comenzaba a propagarse en la plenitud del paganismo. Y, por tanto, debía permanecer oculta, clandestina; de lo contrario, sus seguidores no solo eran execrados, sino también perseguidos y matados impunemente.
Muestra cómo Nerón ordena incendiar la ciudad de Roma a fin de «recibir la inspiración» para componer sus versos y canciones con mayor «realismo y creatividad». También se ve la maqueta de la nueva Roma con la que soñaba Nerón, para la que necesitaba espacio.

### Inicio
Soldados romanos de la XIV legión que traen esclavos y productos de saqueos a pueblos bárbaros, se dirigen a las cercanías de las puertas de Roma al mando del legado Marco Vinicio (Robert Taylor). Sin embargo, un emisario del palacio es portador de noticias desagradables, y se le ordena esperar en el sitio. Sin perder un segundo, Vinicio parte en su carro y se dirige a la ciudad. 

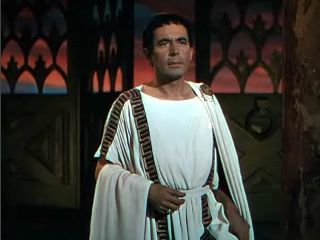
Leo Genn como Petronio

Al llegar, mientras espera ser recibido por el emperador Nerón (Peter Ustinov), este se encuentra componiendo canciones y poemas ante su servidumbre y su entorno, Séneca (Nicholas Hannen), Tigelino (Ralph Truman) y Petronio (Leo Genn), el árbitro de la elegancia, tío de Vinicio. Al ser requerido por Nerón, Vinicio pide explicaciones, y es informado de la necesidad de esperar a las demás legiones que vienen de Asia y África para entrar triunfantes en la ciudad.
Petronio solicita permiso para retirarse en compañía de su sobrino Marco Vinicio. Por decisión de su tío, Vinicio es hospedado en casa de un oficial retirado, el general Aulio Plaucio (Félix Aylmer) y su esposa Pomponia (Nora Swinburne), quienes le reciben gustosamente. Así, conoce a Urso (Buddy Baer), y, junto a su acompañante, el tribuno Fabio Nerva (Norman Wooland), queda maravillado de la estatura y fortaleza del gigante. 

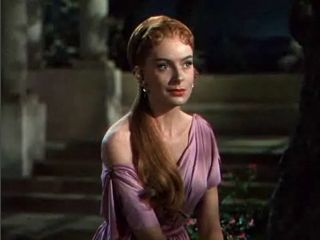
Deborah Kerr como Ligia

Esa noche conoce a Ligia (Deborah Kerr), y, al instante, queda prendado de su gran belleza. La joven, junto con Urso y sus padres adoptivos, se ha convertido al cristianismo. Después de la cena, conocen a Pablo (Abraham Sofaer), el Apóstol. Esa noche se suscita un encuentro, en el que Marco Vinicio observa a Ligia, meditativa, trazando una sencilla figura de un pez en la arena del jardín. Vinicio le dice requiebros y elogia su belleza; sin embargo, ella comprende que como buen romano, y además soldado, él es pagano, y mal podría comprenderla o aceptar su doctrina y sus ideas. Presa de infundado temor, Ligia huye al interior de la casa, Vinicio la sigue, mas, de inmediato, se interpone la imponente figura de Urso, cerrando el paso al legado. Vinicio le increpa desafiante, pero Urso no cede y advierte al legionario que, así como cuidaba y defendía al rey, su padre, ahora la defiende y cuida de ella.

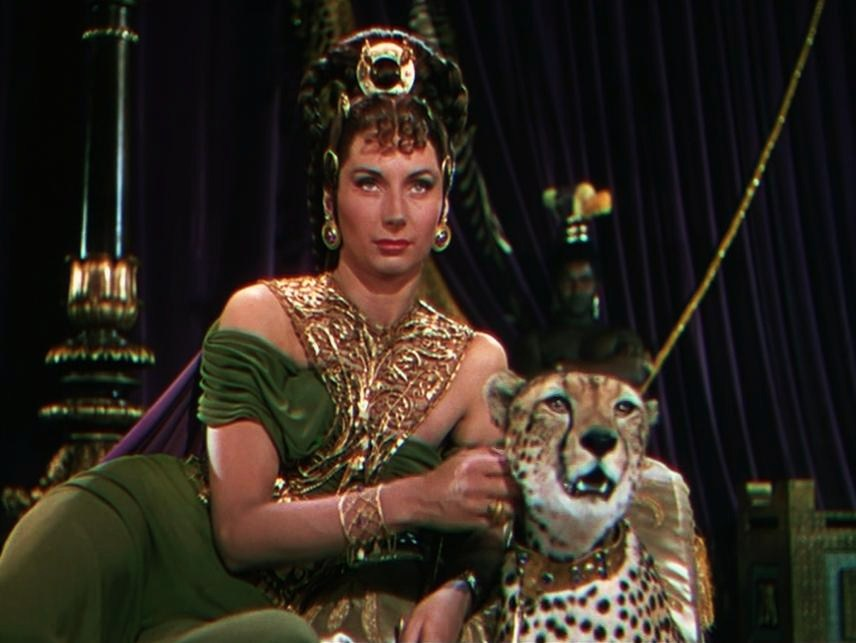
Patricia Laffan como Popea

Al día siguiente, Petronio trata de disuadirle de sus intenciones con Ligia, pero, antes, al contrario, Vinicio, para poseer a la joven, toma la decisión de recurrir al ascendiente que el Imperio y el Estado romano tienen sobre sus esclavos y sus súbditos. De tal manera, Ligia es llevada contra su voluntad a la corte imperial y vestida con galas para una celebración que dará el emperador. En tales circunstancias, conoce a Actea (Rosalie Crutchley), esclava al servicio de la corte. Actea, dibujando un pez en polvo derramado, muestra a Ligia que ella es cristiana también, con el objeto de ganar su confianza. Actea se las ingenia para lograr que, durante una breve ausencia de Marco Vinicio, Ligia sea llevada de la fiesta y pueda regresar a su hogar en el interior de una parihuela cargada por unos esclavos y escoltada por soldados. En realidad, ha sido el propio Legado Marco Vinicio quien, ante la resistencia de Ligia a sus requerimientos, ha dado orden a uno de sus subalternos para que la conduzcan con escolta a casa de su tío Petronio. En una callejuela oscura, espera el fiel Urso, y en cuestión de minutos sorprende a la escolta, lucha con ellos, y la joven aprovecha la confusión y logra escapar cuando ya el gigante ha dado buena cuenta de los esbirros del emperador.
Al enterarse Vinicio de los sucesos, va a casa del general Plaucio, le ultraja verbalmente; mas el viejo general asume su dignidad y hasta dice a Vinicio que registre la casa si quiere, afirmándole que Ligia no está allí, y que él, Vinicio, «ha traicionado su hospitalidad de manera muy cruel». La esposa, a su vez, trata de convencer al legado tratándole con dulzura, pero es inútil. Vinicio consulta a su tío, Petronio, quien al oír el nombre de Pablo de Tarso llega a la conclusión de que se trata de cristianos, adoradores de «cierto carpintero crucificado en Palestina». De seguidas, da a Vinicio la ubicación de una especie de «adivinador» griego llamado Quilón (John Ruddock), quien podrá informarle acerca del sitio de reunión secreta de los cristianos y de Ligia.
Efectivamente, el diminuto anciano griego formula preguntas a Vinicio: por ejemplo, si ha visto en alguna vinculación con Ligia la figura de un pez; el legado piensa y al fin recuerda el pez dibujado por Ligia la noche en que se conocieron. El griego le muestra que es ésta una contraseña de los cristianos, puesto que viven en la clandestinidad, so pena de ser apresados o muertos por el imperio. La palabra secreta es ichthus, esto es, 'pez', el símbolo del cristianismo.

### Crotón y Ursus
Acompañado Vinicio por el griego y el luchador Crotón (Arthur Walge), entran en la catacumba donde se reúnen los cristianos. Pablo realiza bautizos y dice palabras de estímulo y de fraternidad a la congregación, a la vez que narra acerca de quienes le antecedieron, entre ellos Simón, llamado Pedro, y hace referencias acerca de los prodigios y milagros realizados por el maestro Jesús de Nazaret. También interviene Pedro (Finlay Currie).
Cuando la reunión oculta finaliza, Vinicio y sus acompañantes siguen a Ligia, sus padres, Nazario (Peter Miles) y Urso. Caminan por callejuelas oscuras, seguidos por Vinicio y sus cómplices. Aparecen los tres, Urso les ordena que se detengan. Por respuesta, Vinicio desenvaina un puñal y ataca al gigante. Urso detiene la embestida y con un solo empellón arroja al Legado contra una pared, quien va al suelo y queda inconsciente; Quilón huye y Crotón ataca e inmoviliza a Urso por la retaguardia intentando someterlo; forcejean, Crotón le estrangula con un brazo, mientras con la otra mano intenta hundir los ojos de su adversario. Con todo y aquel abrazo mortal, Urso, con gran dificultad, logra ponerse en pie y arrojar con gran fuerza a su rival, dejándole fuera de combate al dar su cabeza contra el pavimento. El gigante Urso le alza en vilo sobre sus hombros y le arroja escalones abajo. Muere Crotón. Ahora el fiel Urso recupera el aliento después de aquel esfuerzo, toma a Vinicio aún inconsciente y emprende la retirada.
A la mañana siguiente, Ligia y Urso esperan la recuperación de Marco Vinicio, después de haber sido atendido por Miriam (Elspeth March), la madre de Nazario, en cuya casa ahora se hospeda Ligia. Minutos después, Vinicio se viste el uniforme y dice a Ligia que la deja en paz, que no volverá a molestarla. Sin embargo, la joven no puede ocultar su atracción, y, cuando Vinicio se despide, le llama, descubriendo así sus sentimientos.
Aparece Pablo, quien sigue siendo visto recelosamente por Marco Vinicio, peor aún, el apóstol habla de la fraternidad, de la importancia de libertar esclavos. Todo aquello enfurece al Legado y, definitivamente, se va del lugar no sin antes romper y lanzar al piso una sencilla cruz de madera que estaba colocada en la pared. Ligia, abatida por la emoción, llora desconsolada en brazos de Pablo.

### Incendio de Roma
Marco Vinicio se encuentra en casa de Petronio. Aparentemente ha renunciado a Ligia. Se ha despertado su amor por la bella joven emperatriz; Petronio se percata de su distracción y le conmina a que continúe el juego que en ese instante sostienen. Un soldado avisa al legado que la emperatriz requiere su presencia. 

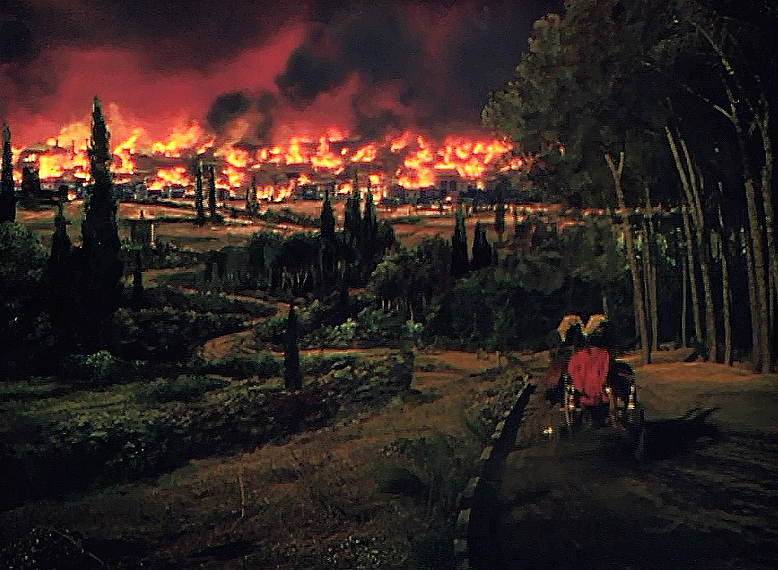
Escena del incendio de Roma causado por Nerón

Vinicio acude al llamado y percibe resentimiento y celos en las palabras de Popea (Patricia Laffan), él le sigue la corriente y atiende sus requerimientos.
Mientras, Nerón se encuentra extasiado ante una inmensa maqueta de la nueva ciudad, que llevará por nombre «Nerópolis» y luego requiere la presencia de Petronio. Actea, esclava liberta, encargada de atender tareas domésticas del emperador. Nerón se reúne con su entorno en una antesala, incluso Marco Vinicio está presente. El emperador pide a todos que le presten atención y da un breve discurso acerca de la posteridad, la historia, las artes y, llegado el momento, desplaza las cortinas que dejan al descubierto la gigantesca maqueta. Nerón explica a los presentes su proyecto, todos enmudecen al oírlo. Para estos momentos, ya Tigelino, su jefe de guardias, ha dado la orden de incendiar la ciudad de Roma.
Al instante, Vinicio recuerda a Ligia y sus amigos y, sin pérdida de tiempo, sale del recinto. La emperatriz Popea ordena que le persigan a toda velocidad, en una biga tirada por dos caballos. Vinicio parte en búsqueda de la muchacha.
En efecto, la ciudad arde y los pobladores han sido sorprendidos y el pánico reina entre todos. Un contingente de legionarios mantiene cerrado el portón de una salida, impidiendo la evasión de los habitantes. Con dificultad Vinicio llega al lugar; una pared se desploma, da orden de que abran el portón, pero se enfrenta con un legionario que se encarga de obligar a sus subalternos para que el lugar permanezca cerrado y en cuanto lo doblega, ordena romper filas. Logra ubicar, a lo lejos, a Ligia, quien entre la muchedumbre trata de escapar del incendio en compañía de Nazario y de Urso. Abriéndose paso penosamente entre la multitud, Marco Vinicio logra llegar hasta Ligia. Se abrazan, ahora Vinicio piensa de manera diferente ante la arrogancia que hasta este infausto momento había venido manifestando ante los cristianos, y, más comprensivo, les da su apoyo. Ordena en voz alta que huyan por los desagües de la ciudad, y así lo hacen. Mientras, en un balcón del Palacio, Nerón contempla el grotesco y espeluznante espectáculo. Pulsando una lira entona su poema, Petronio y Séneca le miran con desprecio.

### Los cristianos
Las víctimas sobrevivientes del incendio de la ciudad, junto a miles de pobladores, ocupan los jardines del Palacio Imperial, acusando de incendiario a Nerón; el emperador tiene miedo, pero Tigelino le anima, aduciendo que la guardia pretoriana les cerrará el paso. Asustado, Nerón pide un sacrificio, una víctima, para calmar a la multitud, y, así, se dirige a Faón, su arquitecto, pero sin obtener la receptividad esperada; luego se dirige a Séneca, quien le responde que «la chusma es una fiera y es imposible lidiar con fieras». 
La emperatriz accede a la petición de su emperador, incitándole a que culpe del incendio a los cristianos; Tigelino la secunda, y ella enfatiza que Vinicio defiende y ama a una cristiana llamada Ligia, y que es posible que el mismo Petronio sea un cristiano. Nerón interroga y Petronio lo niega. El déspota se hace eco de los argumentos de Popea y pide una tablilla para dictar un decreto, acusando a los cristianos de ser los causantes del incendio de Roma. Petronio le advierte que, de firmar ese decreto, pasará a la posteridad como un traidor falso y mentiroso. Nerón, por toda respuesta le dice: «Cuando haya acabado con los cristianos, la historia no estará segura de que alguna vez hayan existido». Petronio ha caído en desgracia.
Marco Vinicio ha ido en búsqueda de noticias de Ligia. En el lugar se encuentra a Pedro, el apóstol, consolando en su dolor a Nazario; ambos piensan viajar a Grecia. Vinicio se despide y se dirige a casa de Petronio en compañía del Tribuno Nerva; quieren obtener la firma de apoyo de Petronio, entre otros, para lograr que el general Galba (Pietro Tordi) regrese a Roma con sus legiones para asumir el gobierno. Petronio acepta la proposición de firmarː «Firmaré con humildad», dice, y en cuanto su sobrino se aleja, se despide con un «hasta nunca, Marco». En el fondo planea dar una cena para sus amigos y hacerse cortar las venas para no permitir a su delirante y maníaco emperador el placer de matarle.
Los heraldos de palacio vocean en las calles la culpabilidad de los cristianos como incendiarios de la ciudad; los pobladores se hacen eco de aquella información, y así lo creen. Al enterarse Marco Vinicio de tal noticia, va presuroso a casa del general Plaucio y sus amigos, y se percata de que ya han sido apresados por soldados de la Guardia Pretoriana. Se dirige a la prisión donde están siendo reunidos los cristianos con la esperanza de rescatar a Ligia pidiendo su libertad con el pretexto de cumplir una orden; un guardia le pregunta la procedencia de tal orden, a lo que Vinicio responde que no acepta interrogatorios. Cuatro soldados se le acercan y le inmovilizan. 
Es llevado a las celdas junto a Ligia y los demás, donde se escucha el rugido de leones. Entretanto, Pedro, acompañado por Nazario, va por un sendero hacia las afueras de Roma, pues tiene intención de trasladarse a Grecia. En un momento dado, se detiene en medio de sus cavilaciones y mira un intenso resplandor que emerge desde un árbol al lado del camino. Nazario ha quedado extático. Pedro. postrado de hinojos, pregunta, dirigiendo su atención a aquel intenso resplandor: «¿Quo vadis, Dómine? (¿Adónde vas, Señor?)». Por boca de Nazario, una voz responde: «A Roma, para hacer que me crucifiquen de nuevo. Si abandonas a mis ovejas, yo volveré a Roma para hacerme crucificar otra vez». Pedro comprende su error, Nazario sale de su fugaz letargo y juntos emprenden el regreso a Roma.

### Petronio y Eunice

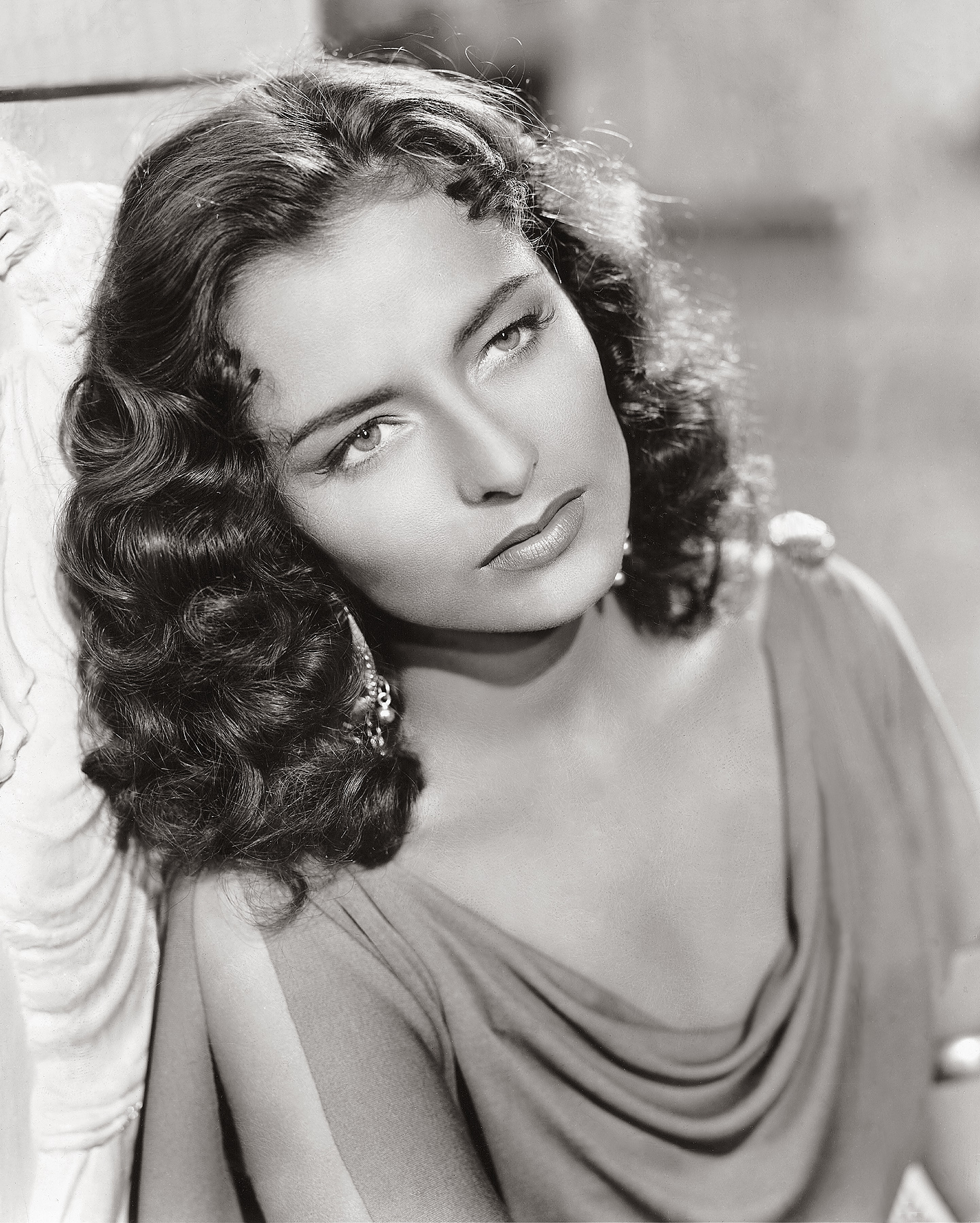
La actriz italiana Marina Berti en su papel de Eunice, amante de Petronio.

Cayo Petronio, ha mandado adornar su casa con mucho cuidado, junto a su esclava, amada, y amante, Eunice (Marina Berti), quién permanece a su lado incondicionalmente.
Llama a un médico, que, obedeciendo su orden le corta las venas del antebrazo, Eunice se sorprende con aquella actitud aparentemente inesperada, y, rápida, toma también el instrumento cortante, y cercena, sin más ni más, las suyas propias. Petronio le reprende, mas la joven está decidida a morir con su amado.
El «árbitro de la elegancia», llama a un escriba para dictar una carta que será enviada a Nerón. En ella dice al emperador que él le perdona por haber incendiado Roma, por haber asesinado a su madre Agripina y a su esposa Octavia, por perseguir a los cristianos y culparlos de los crímenes por él cometidos... pero no, en sus palabras, «tus aburridas canciones, tus ramplones poemas, tus versos de tercera categoría». A continuación, le implora: «Por favor, Nerón: ¡No mutiles las Artes!». Los amantes mueren. Séneca atina a exclamar: «Con Petronio se va lo mejor de nuestro tiempo».
Séneca, fiel a la promesa hecha a su amigo Petronio, entrega la misiva a Nerón. Este, en un primer momento, se sorprende con la noticia, pero, al leerla, ofendido, se ofusca y enardece. 

### El circo
Nerón hace su entrada triunfal en el Palco Imperial del circo romano. Las tribunas están plenas. Los primeros cristianos son empujados hacia la arena. Tigelino avisa a Nerón que dé la orden de comenzar; Nerón se dispone a hacerlo, pero, se detiene, una figura de blanco emerge en una de las tribunas, es Simón Pedro, quien exhorta a aquellas víctimas «que mantengan su fe, que el Señor les acompaña, y que pronto alcanzarán la Patria Celestial», y luego afirma: «Aquí, donde ahora reina Nerón, ¡Cristo reinará para siempre!».
La multitud le oye y Nerón pregunta quién es, Tigelino le informa. Mientras tanto, Pedro es hecho prisionero por unos soldados. Leones y cristianos en la arena del circo, los cristianos, entre ellos Pomponia, se apoyan y entonan himnos sagrados, Nerón se sorprende y formula preguntas, las víctimas cantan, los leones atacan. Risas, burlas, mofas ante aquella sevicia. Pedro es llevado a prisión, junto a Ligia, Marco Vinicio y los demás; Nazario, por fortuna, se encuentra a salvo. Otro grupo de cristianos es llevado a la arena del circo. 
La emperatriz Popea ha decidido dar una sorpresa a Nerón y al mismo tiempo vengarse del Legado Marco Vinicio y supervisa personalmente que sus órdenes han sido acatadas, y, en efecto, comprueba que un enorme y bravo toro se encuentra, a la espera.
Pedro ora en silencio; mientras Ligia y Vinicio hacen planes ante la adversidad. Marco Vinicio manifiesta su deseo de hacerse cristiano, no. En aquel momento deciden casarse, la muchacha acuerda con Vinicio que Pedro podrá decir las «palabras que les unirán para siempre como esposos», y, así, Ligia le expresa a Pedro su deseo; el apóstol acata la petición de la muchacha.
Poco después, varios legionarios llegan a la celda, y dirigiéndose a Pedro, lee una sentencia en la que se ordena que sea ejecutado y crucificado en la Colina Vaticana. Conmovido ante la posibilidad de ser crucificado como su maestro y Señor, el apóstol expresa su idea en voz alta; ante ello, el legionario jefe le dice que tal circunstancia puede ser modificada: En efecto, le crucifican casi desnudo cabeza abajo. El holocausto cristiano continúa en la arena del coliseo, el anciano general Aulio Plaucio se dirige a la multitud y acusa a Nerón de ser el autor del incendio de Roma, pero, unos latigazos le conminan a hacer silencio.

### Ursus y Ligia

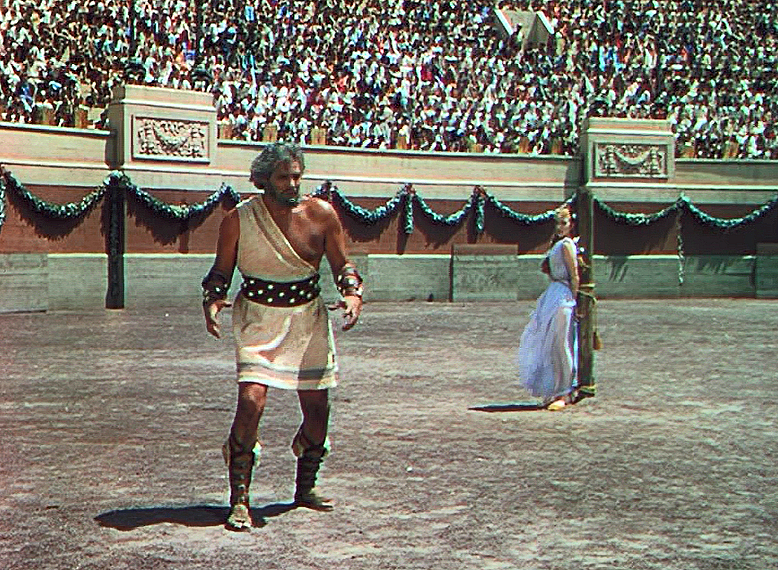
Los actores Buddy Baer (Ursus) y Deborah Kerr (Ligia) en la escena del circo romano.

En aquella celda sólo quedan Urso, Ligia y Marco Vinicio, unos soldados entran y se llevan al Legado, mientras, su jefe, ordena que asistan a Ligia. Varios soldados, custodiando a Urso, se lo llevan también del lugar. Vinicio es llevado al Palco Imperial, y atado a un lado, a la izquierda de Popea; Nerón pregunta al verlo, la emperatriz lo calma pidiéndole que tenga paciencia. Aparece  Urso,  cuya imponente figura causa exclamaciones entre el público y en el mismo emperador. Segundos después, por la entrada principal que da a la arena, aparece la bella Ligia custodiada por soldados. Es atada a un poste colocado en el centro del espacioso recinto.
La multitud continúa expectante, los espectadores gritan y aclaman el espectáculo; hasta que, aparece en la arena un toro,  bestia  que completa el trío que proporcionará gusto y placer al emperador y a toda mente aviesa y ávida de sangre, allí reunida. Urso se inquieta y se acerca a su ama en actitud protectora, Vinicio en el palco, intenta desatarse, Nerón ríe satisfecho, Popea mira de soslayo y triunfante a Marco Vinicio. El toro da unos pasos hacia su rival y se detiene, la mirada fija y cautelosa: Ahora es Urso quién clava su mirada en el animal, que da coces leves con su extremidad en el suelo, inclina la cabeza, se dispone a embestir, da unos pocos pasos, se detiene, mira, y ataca.
El gigante trata de resistir y asir la bestia sin lograrlo, solo consigue rodar varios metros en la arena, para luego levantarse nuevamente. este fija otra vez la vista en su adversario. La multitud grita con gran agitación y euforia. Urso está de pie, el toro se prepara a una nueva embestida, y ataca de nuevo. Nuevos forcejeos entre hombre y bestia, y, por segunda vez el hombre es abatido contra el suelo.
Al instante, Urso se prepara, el toro embiste y arrastra a su rival, pero este, prendido a su cuello con gran fuerza, no le suelta. Continúan los forcejeos entre la bestia y el hombre. Con su brazo, logra detener al animal, que, permanece inmóvil. Ursus se esfuerza, sudor y gemidos, un ruido sordo indica la ruptura de huesos; el toro se doblega, inmóvil, quieto, detenido. Bruscamente, la fiera pierde el equilibrio y cae muerta.

### Muerte de Nerón
Eufórica, con el triunfo de Urso sobre el toro, la multitud continúa gritando. Nerón y Popea permanecen absortos en medio de la confusión. Marco Vinicio ha logrado romper las ataduras y se lanza a la arena junto a Urso y Ligia; varios soldados que ocupaban una tribuna también han hecho lo mismo, hay confusión y desorden. Los espectadores, empuñando su mano derecha, señalan con el pulgar hacia arriba, como gesto de triunfo e indicando petición de perdón para las víctimas. Nerón continúa absorto, y, al mirar su entorno y consultar con su mirada, se percata que Séneca y los demás tribunos también erigen el pulgar de su mano derecha hacia arriba indicando clemencia. Al ver aquel gesto, el emperador también dirige su pulgar hacia arriba, pero a los pocos segundos gira su puño orientando el pulgar hacia abajo en señal de muerte.
Unos soldados al mando de Nerva, descienden de una tribuna y luchan contra guardias del pretorio. Al salir victoriosos circundan a Ligia y sus amigos en señal de protección. Marco Vinicio llama a la calma a la multitud, pidiendo ser escuchado, al lograrlo, manifiesta sin ambages a quienes le oyen que: Nerón ha perdido la razón y es el responsable del incendio de Roma y debe ser reemplazado; que pronto llegará a la ciudad el general Galba para sustituirlo. Popea, abandona la escena. En plena confusión un legionario hunde su espada en un costado de Tigelino, que muere.
El emperador, ante su derrota, perdida la serenidad, abandona el palco. Aterrorizado, logra acercarse a un balcón para ver que la muchedumbre ha invadido los jardines del palacio, preso de pánico regresa al interior del recinto. Hay escasez de luz en el sitial del trono, se acerca, y se sienta, inquieto y trémulo, exclamando lamentaciones acerca de su madre y su esposa Octavia. Al mirar a su derecha percibe la presencia de alguien en la oscuridad: es Popea; los recuerdos se agolpan en su mente. Termina acusando a la mujer de ser quien le sugirió la idea de culpar a los cristianos del incendio de Roma, así, decidido, se acerca hasta ella, la toma del cuello, y la estrangula.
La vocería enardecida está cada vez más cerca, ya ha ocupado algunos pasillos del palacio; Nerón huye y se encierra en su habitación. Una figura aguarda en la penumbra, su silueta se recorta claramente contra la luz del fondo: es Actea. La esclava recuerda a Nerón sus palabras: «Estaré a tu lado cuando me necesites mi señor». Nerón la conmina a que lo abandone y se retire, pero en su fuero interno no sabe que hacer. Actea toma una daga con empuñadura dorada y la ofrece a su amo diciéndole: «Has vivido como un monstruo, pues muere ahora como un emperador, por tu propia mano». Nerón, agazapado en el piso, junto a su lecho gesticula negativamente a la propuesta de su esclava. La punta del mortal instrumento está apoyada en el pecho, pero no se atreve. «Ayúdame, Actea», dice. El acero entra en su pecho. Muere Nerón, Actea llora sobre el pecho de su amo.

### Epílogo
El sol brilla en las afueras de Roma, por un sendero ya conocido, cuatro personajes dejan la ciudad. Nazario conduce una carreta, a su lado va Ligia, mientras Marco Vinicio monta su corcel. Tras ellos Urso lleva las riendas de otra carreta con enseres para el viaje. Nazario detiene la marcha y se queda mirando un bello paraje del camino, mientras dice: «Este es el sitio desde el cual Pedro y yo nos volvimos a Roma; es el sitio donde le habló el Señor». Se alejan prosiguiendo su viaje.

## Reparto
- Robert Taylor es Marco Vinicio.
- Deborah Kerr es Ligia.
- Leo Genn es Petronio.
- Peter Ustinov es Nerón.
- Patricia Laffan es Popea.
- Finlay Currie es Pedro.
- Abraham Sofaer es Pablo.
- Marina Berti es Eunice.
- Buddy Baer es Ursus.
- Felix Aylmer es Gral. Plaucio.
- Nora Swinburne es Pomponia.
- Ralph Truman es Tigelino.
- Norman Wooland es Nerva.
- Peter Miles es Nazario.
- Rosalie Crutchley es Actea.
- Alfredo Varelli es Lucano.
- Pietro Tordi es Galba.
- Nicholas Hannen es Séneca.

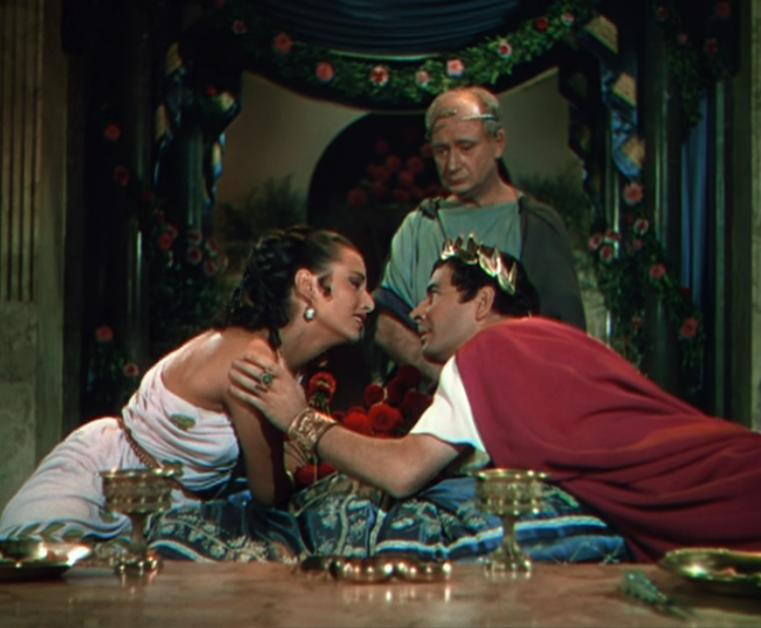
Los actores Marina Berti y Leo Genn durante la escena de la muerte de Petronio y Eunice.

- Elizabeth Taylor es una joven prisionera.
- Adrienne Corri es una joven cristiana.
- Bud Spencer es un guardia imperial.
- Sophia Loren es una esclava de Ligia.
- Walter Pidgeon es el narrador.

## Estrenos

Póster japonés de 1953

| - Estados Unidos: martes, 25 de diciembre de 1951. - Canadá: viernes, 1 de febrero de 1952. - Brasil: lunes, 25 de febrero de 1952. - Argentina: jueves, 13 de marzo de 1952. - Inglaterra: jueves, 20 de marzo de 1952. - Uruguay: jueves, 3 de julio de 1952. - México: miércoles, 6 de agosto de 1952. - Chile: miércoles, 10 de septiembre de 1952. - Ecuador: miércoles, 8 de octubre de 1952. - Venezuela: miércoles, 8 de octubre de 1952. - Portugal: jueves, 9 de octubre de 1952. - Sudáfrica: miércoles, 12 de noviembre de 1952. - India: jueves, 13 de noviembre de 1952. - Australia: viernes, 19 de diciembre de 1952. - Filipinas: miércoles, 14 de enero de 1953. - Singapur: jueves, 22 de enero de 1953. - Israel: sábado, 31 de enero de 1953. - Zimbabue: miércoles, 4 de marzo de 1953 (Rhodesia). - Italia: jueves, 5 de marzo de 1953. - Suiza: martes, 24 de marzo de 1953. | - Hong Kong: miércoles, 1 de abril de 1953. - Irlanda: viernes, 17 de abril de 1953. - Nueva Zelanda: viernes, 29 de mayo de 1953. - Indonesia: miércoles, 5 de agosto de 1953. - Egipto: jueves, 20 de agosto de 1953. - Finlandia: viernes, 28 de agosto de 1953. - Japón: sábado, 5 de septiembre de 1953. - Francia: miércoles, 30 de septiembre de 1953. - Colombia: jueves, 8 de octubre de 1953. - Suecia: jueves, 22 de octubre de 1953. - Luxemburgo: viernes, 1 de enero de 1954. - Islandia: viernes, 5 de febrero de 1954. - España: jueves, 11 de febrero de 1954. - Grecia: lunes, 15 de marzo de 1954. - Austria: jueves, 18 de marzo de 1954. - Países Bajos: jueves, 29 de abril de 1954. - Alemania: jueves, 12 de agosto de 1954. - Perú: jueves, 19 de agosto de 1954. - Turquía: lunes, 8 de noviembre de 1954. - Noruega: viernes, 23 de agosto de 1957. - Dinamarca: lunes, 22 de febrero de 1960. |

## Notas de producción

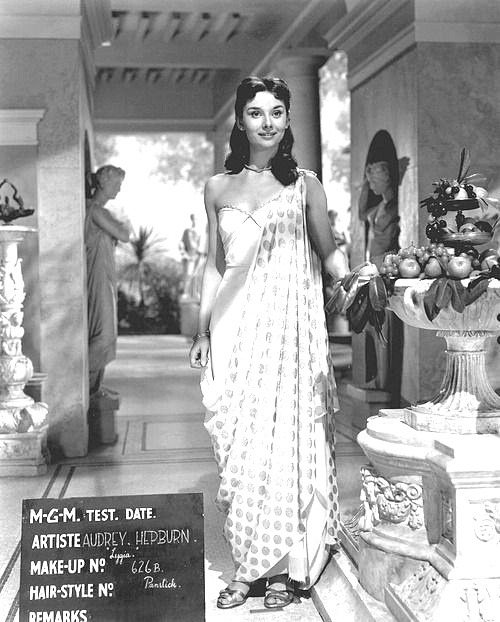
Audrey Hepburn durante la prueba de vestuario para el papel de Ligia.

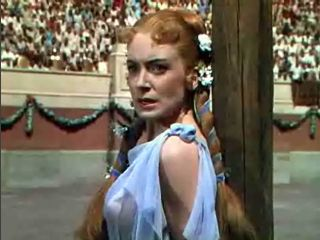
Deborah Kerr: Ligia.